# 玫瑰弯菌科
玫瑰弯菌科（学名：Roseiflexaceae）为绿弯菌目的一科细菌。此科的模式属为玫瑰弯菌属(Roseiflexus)。

## 下级分类
本科包括以下属：
- 螺丝菌属 Heliothrix Pierson et al. 1986
- 玫瑰弯菌属 Roseiflexus Hanada et al. 2002